# Svedala
Svedala eller Gamla Svedala är även en skämtsam beteckning för Sverige.
Svedala är en tätort i Skåne med 12 618 invånare och centralort i Svedala kommun, Skåne län, belägen 18 kilometer sydost om Malmö.

## Historia
Svedala, med Svedala station, uppstod efter tillkomsten av Malmö-Ystads järnväg (MYJ, 1874) och Lund-Trelleborgs järnväg (LTJ, 1875), varigenom orten blev en järnvägsknut och flera industrier förlades dit. LTJ övertogs av staten 1938, tillfördes Statens järnvägar (SJ) 1940 och lades ned 1960.
Sandvik SRP (tidigare Svedala–Arbrå), med ursprung i det av bland andra Åbjörn Anderson 1882 grundade Åbjörn Anderson & Co, är en stor arbetsgivare på orten och har varit en stor orsak till samhällets utbyggnad.[källa behövs]

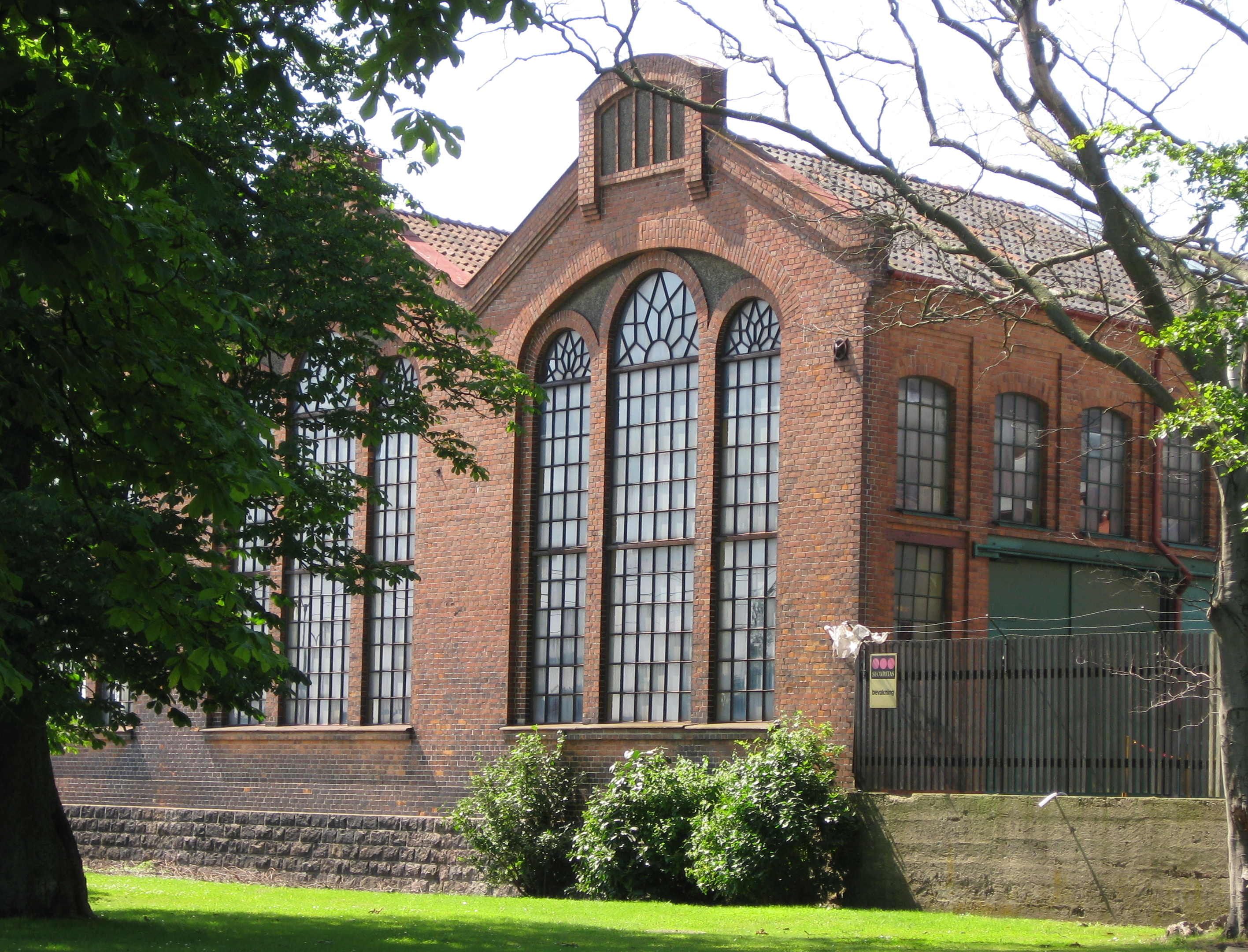
Gjuteribyggnad i Svedala

### Handel och hantverk
År 1875 drogs en väg mot den stora landsvägen, som gick mellan Aggarp och Svedalas byar. Vägen fick namnet Storgatan. Landsvägen fick namnet Långgatan och Aggarpsvägen fick namnet Kyrkogatan. Det var på Storgatan man senare kunde finna många affärer, som till exempel Gerda Granellis modeaffär, Lars P Lindebergs urmakeri och LP Löwegren järnhandel. Detta bidrog också med ökat intresse för Svedala och fler ville flytta dit.
Den första affären i Svedala startades av tyska handelsmannen Johan Josefsson år 1856. Han hade kommit på besök till Svedala några år tidigare för att sälja varor, mest tyger och garn. Hans affär var en liten lanthandel och han åkte minst två gånger i veckan till Malmö för att köpa nya varor till sin butik. Butiken fanns, under olika ägare, fram till 1974.
Förutom affärer fanns även olika hantverkare i Svedala. August Liljekvists företag Svedala Kärl och kakelugnsfabrik tillverkade så kallade pottugnar (kakelugn) sedan starten 1860. Svedala var en bra plats på grund av att trakten hade utmärkt lera, vilket var nödvändigt. Deras produktion ökade snabbt och deras lokal blev för liten, så 1870 byggdes en större fabrik. Hans pottugnar blev kända över hela landet och blev mycket hyllade när han deltog i utställningar.[källa behövs] Försäljningen av pottugnar rasade dock när värmeledningen gjorde sin entré, som var ett mycket bättre sätt att värma hus. Efter August Liljekvists död 1914 fortsatte produktionen ända tills fabriken såldes till Norrman & Hellblom.
Det har även funnits ett par korgmakerier där man ägnande sig åt korgflätning. De fanns från 1899 till 1977. Förutom detta har också olika företag ägnat sig åt bland annat tunnbinderi och garvning.

### Skolor och utbildning

#### Katekesundervisning
År 1555 bestämdes det att klockaren var tvungen att läsa upp katekesen varje söndag. Han skulle först läsa upp en text och sen skulle han läsa upp ett stycke av Luthers förklaring för barnen och ungdomarna. Under tre stora högtider skulle klockaren gå till en eller flera byar och samla upp ungdomarna. När han hade samlat ihop alla, lärde han barnen om katekesen sen förhörde han dem och sjöng psalmer med dem innan de fick gå ut och leka.

#### Skolordning
Den 21 december 1777 bestämdes att man skulle ha en skolordning, socknens tre rotar skulle ha var sin skolmästare som barnen skulle gå omkring med på gårdarna och torpen. Han skulle undervisa alla dagar som barnen kunde. De första skolorna i Svedala byggdes 1806 i St Svedala och man blev undervisad i att läsa skriva och räkna. Undervisningen pågick i sex månader per år
Gamla Centralskolan i Svedala
Den gamla Centralskolan i Svedala stod klar till höstterminen år 1959, dock utan en gymnastikbyggnad. Arkitekten hette Bror Thornberg, hans skissarbete påbörjades år 1950 och avslutades år 1954. Samrealskolan orienterades i samma nya organisation som Centralskolan, Samrealskolan byggdes år 1919. 
Fasadteglet tillverkades av Minnesbergs Tegelbruks AB och det gula falstakteglet av Cimbrishamns Tegelbruks AB. Med alla kostnader för bygget landade skolans pris på 2,8 miljoner kronor. 
Den nya skolformen krävde moderna lokaler till naturvetenskapliga ämnen vilket Samrealskolan saknade. Undervisning i praktiska ämnen  krävde specialutrustning och särskilda lokaler vilket skulle uppfyllas i Naverlönnskolan. 
I en av skolans väggar hade Edvin Öhrström gjutit in ett konstverk. Skolans arkitekt Bror Thornberg kände Öhrström personligen och därför tros han har skänkt ett konstverk till den nyöppnade skolan. Konstverket flyttades sedan till den nybyggda förskolan som fortfarande ligger på samma tomt.

### Administrativa tillhörigheter
Svedala var och är kyrkby i Svedala socken och ingick efter kommunreformen 1862 i Svedala landskommun, där Svedala municipalsamhälle inrättades 7 juli 1899. Svedala med kringområde utbröts 1919 ur landskommunen och bildade Svedala köping som sedan 1952 införlivade Svedala landskommun. Köpingskommunen utökades ytterligare 1967 innan den 1971 uppgick i Svedala kommun där Svedala sedan dess är centralort.
I kyrkligt hänseende har Svedala alltid hört till Svedala församling.
Orten ingick till 1873 i Oxie tingslag därefter till 1971 i Oxie och Skytts häraders tingslag. Från 1971 till 2005 ingick orten i Trelleborgs domsaga och från 2005 ingår Svedala i Ystads domsaga.

### Befolkningsutveckling
| Befolkningsutvecklingen i Svedala 1900–2020                                                                                      | Befolkningsutvecklingen i Svedala 1900–2020 | Befolkningsutvecklingen i Svedala 1900–2020 | Befolkningsutvecklingen i Svedala 1900–2020 | Befolkningsutvecklingen i Svedala 1900–2020 |
| --- | ------------------------------------------- | ------------------------------------------- | ------------------------------------------- | ------------------------------------------- |
| |                                             |                                             |                                             |                                             |
| År |                                             |                                             | Folkmängd                                   | Areal (ha)                                  |
| 1900 | 1900                                        |                                             | 1 407                                       | †                                           |
| 1960 | 1960                                        |                                             | 3 116                                       |                                             |
| 1965 | 1965                                        |                                             | 3 673                                       |                                             |
| 1970 | 1970                                        |                                             | 4 071                                       |                                             |
| 1975 | 1975                                        |                                             | 5 875                                       |                                             |
| 1980 | 1980                                        |                                             | 7 520                                       |                                             |
| 1990 | 1990                                        |                                             | 8 787                                       | 405                                         |
| 1995 | 1995                                        |                                             | 9 168                                       | 437                                         |
| 2000 | 2000                                        |                                             | 9 085                                       | 438                                         |
| 2005 | 2005                                        |                                             | 9 593                                       | 463                                         |
| 2010 | 2010                                        |                                             | 10 627                                      | 489                                         |
| 2015 | 2015                                        |                                             | 11 796                                      | 753                                         |
| 2020 | 2020                                        |                                             | 12 918                                      | 795                                         |
| Anm.: sammanvuxen 2015 med Sjödiken, Lilla Svedala och Krågeholm, 2020 med Aggarp. † Befolkning runt ett municipalsamhälle 1900. |                                             |                                             |                                             |                                             |

## Evenemang
SommarRocken Svedala är en musikfestival som arrangeras av den ideella musikföreningen Svedala Musikers Unga RockFörening (S.M.U.R.F.) i samarbete med Svedala kommun och Club Pub.
Festivalen har arrangerats sedan 1987 och är en av de största återkommande ideellt drivna festivalerna i Sverige. 2013 lockade festivalen 20 500 besökare på 3 dagar.

## Samhället

### Handel
Vid 2000-talets början låg på Storgatan i Svedala en Ica-butik och ett Domus-varuhus. Domus hade byggts på 1960-talet och drevs av Svedala konsumentförening ("Konsum Svedala") som grundades 1898. År 2004 uppgick Konsum Svedala i Konsumentföreningen Solidar. Några år innan övertagandet hade Konsum Svedala även drivit en Servus-butik på Norra Tvärgatan i Svedala, Konsum i Klågerup och skobutiker i Svedala och Trelleborg. Vid övertagandet fanns utöver Domus enbart Servus och skobutiken i Trelleborg kvar. Solidar lade ner Servus och gjorde om Domus till en Coop Extra. År 2004 öppnade Netto en ny butik i Svedala, belägen på ett mindre centralt läge vid Börringevägen.
Hösten 2012 stängde Ica vid Storgatan och öppnade en ny butik (Ica Kvantum Karlssons) vid Ågatan på andra sidan järnvägen. År 2013 stängde även Coop Extra vid Storgatan som därmed helt lämnade orten. I december 2014 öppnade en Hemköp i den gamla Domus-lokalen. Gamla Ica började rivas under 2017. Några år efter att man lämnat orten började Coop processen för att nybygga en stormarknad i Svedala. Under tiden hade Coop även tagit över Netto-kedjan och gamla Netto nyöppnade som en Coop i februari 2020.

### Bankväsende
Svedala sparbank grundades 1879. Den uppgick 1969 i Malmö sparbank Bikupan, som senare blev en del av Swedbank.
Den 15 september 1906 öppnade den nyligen grundade Malmö folkbank ett kontor i Svedala. Kontoret uppgick år 1917 i Industribanken som i sin tur blev en del av Nordiska handelsbanken. När denna bank rekonstruerades 1925 fördes kontoret i Svedala över till Sydsvenska banken. Skånska handelsbanken fick rätt att ha kontor i Svedala år 1918 och uppgick snart i Skandinaviska kreditaktiebolaget, som lämnade orten senare under 1900-talet.
Våren 2022 lade Handelsbanken ner sitt kontor i Svedala. Därefter var det bara Swedbank som fanns kvar med lokalkontor i Svedala.

### Kommunikationer
Motorvägen E65 mellan Malmö och Ystad passerar orten, liksom länsväg 108 mellan Staffanstorp och Trelleborg.

#### Busstrafik
Några av Skånetrafikens regionbusslinjer stannar i Svedala. Linje 141, 145 och 165 stannar vid flera hållplatser centralt och i utkanten av orten.
Reguljär linjetrafik
| Linje | Sträckning                               |
| ----- | ---------------------------------------- |
| 141   | Svedala – Malmö Södervärn                |
| 145   | Svedala – Trelleborg                     |
| 165   | Svedala – Klågerup – Staffanstorp – Lund |

Anropsstyrda linjer som behöver förbeställas
| Linje | Sträckning                          |
| ----- | ----------------------------------- |
| 140   | Svedala – Oxie                      |
| 143   | Svedala – V Kärrstorp - V Ingelstad |
| 153   | Svedala – Börringe – Nötesjö        |

#### Tågtrafik
Svedala har en järnvägsstation på Ystadbanan.
| Linje | Sträckning                                  |
| ----- | ------------------------------------------- |
| 6     | Lund – Malmö - Svedala - Ystad - Simrishamn |